# Budeasa Mică, Argeș
Budeasa Mică este un sat în comuna Budeasa din județul Argeș, Muntenia, România.